# Jogos Sul-Americanos de 1998
Os Jogos Sul-Americanos de 1998 (em espanhol: Juegos Sudamericanos, em inglês: South American Games), decorridos entre 21 e 31 de outubro, foram realizados em Cuenca, no Equador. 
Esta edição reuniu quatorze nações, em um total de 1 525 atletas, que competiram em 24 esportes. 

## Países participantes
- Argentina
- Aruba
- Bolívia
- Brasil
- Chile
- Colômbia
- Equador
- Guiana
- Panamá
- Paraguai
- Peru
- Suriname
- Uruguai
- Venezuela

## Esportes
| - Atletismo - Boliche - Boxe - Caratê - Canoagem - Ciclismo | - Esgrima - Esportes aquáticos - Futsal - Ginástica - Golfe - Halterofilismo | - Handebol - Judô - Lutas - Patinação artística - Remo - Taekwondo | - Tênis - Tênis de mesa - Tiro com arco - Tiro desportivo - Triatlo - Vela |

## Quadro de medalhas
| Ordem | País      | Medalha de ouro | Medalha de prata | Medalha de bronze | Total |
| ----- | --------- | --------------- | ---------------- | ----------------- | ----- |
| 1     | Argentina | 101             | 60               | 74                | 235   |
| 2     | Colômbia  | 74              | 51               | 54                | 179   |
| 3     | Brasil    | 50              | 59               | 44                | 153   |
| 4     | Venezuela | 50              | 47               | 29                | 126   |
| 5     | Equador   | 33              | 46               | 70                | 149   |
| 6     | Chile     | 29              | 54               | 46                | 129   |
| 7     | Peru      | 9               | 23               | 38                | 70    |
| 8     | Suriname  | 4               |                  | 3                 | 7     |
| 9     | Bolívia   | 2               | 7                | 18                | 27    |
| 10    | Uruguai   | 2               | 7                | 17                | 26    |
| 11    | Panamá    | 2               | 2                | 2                 | 6     |
| 12    | Paraguai  | 1               | 1                | 4                 | 6     |
| 13    | Aruba     |                 |                  | 2                 | 2     |
| TOTAL | TOTAL     | 357             | 357              | 401               | 1 115 |